# Everlasting (노래)
〈Everlasting〉은 가수 보아의 싱글이다. 이 싱글은 한국에서는 4번째 싱글, 일본에서는 18번째 싱글로 동시발매되었다.
싱글의 타이틀 〈Everlasting〉은 〈LISTEN TO MY HEART〉, 〈VALENTI〉를 작곡한 하라 가즈히로가 작곡했다. 작사에는 보아가 참여했는데, 자신의 경험을 바탕으로 여행을 주제로 삼아 가사를 적었다. 직접 작사에 참여한 곡이 싱글 타이틀이 된 경우는 이 싱글이 처음이다. 이 곡은 테레비아사히의 프로그램 《기적의 문 TV의 힘》의 엔딩곡과 영화 《올리버 트위스트》 이미지 송으로 사용되었다. 한국 발매반에는 이 곡이 한국어로 번안되었다.
한국 발매반과 일본 발매반의 커플링 곡은 서로 다르다. 한국 발매반의 커플링 곡 〈슬픔은 넘쳐도 (People say...)〉는 〈My Name〉을 작곡한 Kenzie가 작곡했다. 이 곡의 뮤직 비디오는 보아가 목소리 출연한 영화 《헷지》의 영상으로 만들어지기도 했다. 일본 발매반의 커플링 곡 〈soundscape〉는 미디엄 템포의 곡으로 작곡에는 외국 작곡가들이 참여했다. 한·일 발매반 모두 〈Everlasting〉의 클래식 버전인 〈Everlasting (Classic Ver.)〉을 수록했다.
2006년 1월 25일에는 일본 발매반이 한국에 라이선스 발매되었고, 〈Everlasting〉과 〈soundscape〉는 2006년 2월 15일에 발매된 일본 4번째 정규 앨범 《OUTGROW》에 수록되었다.

## 방송 출연 목록
| 한국 활동       |                           |                                                 |
| 2006년 4월 15일 | Mnet M Countdown in Japan | 일본 부도칸 OUTGROW, DO THE MOTION, Everlasting |
| 2006년 4월 29일 | 온정콘서트                | No.1, Girls On Top, Everlasting                 |
| 일본 활동       |                           |                                                 |
| 2006년 1월 14일 | TBS CDTV                  |                                                 |
| 2006년 1월 16일 | 후지TV HEY! HEY! HEY!     | 미공개분 토크                                   |
| 2006년 1월 20일 | NHK POPJAM                |                                                 |
| 2006년 1월 20일 | 아사히TV Music Station    |                                                 |
| 2006년 1월 20일 | 니혼TV 음악전사           |                                                 |
| 2006년 1월 27일 | 니혼TV 음악전사           | 토크                                            |

## 트랙리스트
한국 발매반
1. Everlasting
2. 슬픔은 넘쳐도 (People say...)
3. Everlasting (Classic Ver.)
4. Everlasting (Instrumental)
5. 슬픔은 넘쳐도 (Instrumental)

일본 발매반
1. Everlasting
2. soundscape
3. Everlasting (Classic Ver.)
4. Everlasting (TV Mix)
5. soundscape (TV Mix)

## 차트 기록
오리콘 싱글 차트
| 차트                  | 최고 순위 | 총 판매량 | 차트 진입 횟수 |
| --------------------- | --------- | --------- | -------------- |
| 오리콘 일간 싱글 차트 | 3위       |           |                |
| 오리콘 주간 싱글 차트 | 4위       | 74,744장  | 9회            |
| 오리콘 연간 싱글 차트 | 128위     |           |                |